# Van der Goes

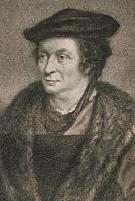
Aert van der Goes

Van der Goes is een regentengeslacht uit Delft waarvan leden sinds 1814 behoren tot de Nederlandse adel.

## Geschiedenis
De bewezen stamreeks begint met mr. Aert van der Goes (†1545), die landsadvocaat (raadpensionaris) van Holland was, en mogelijk zoon van Witte van der Goes, vermeld in 1490 als Magister te Leuven. Zijn nazaten behoorden tot de regenten van Delft.
Bij Souverein Besluit van 28 augustus 1814 werd een afstammeling benoemd in de ridderschap. In datzelfde jaar werd aan een lid van het geslacht de titel van baron bij eerstgeboorte verleend, in 1874 gevolgd door de verlening van de titel van baron op allen; deze laatste tak is in 1973 uitgestorven. Voor andere leden van het geslacht volgde verheffing in de Nederlandse adel tussen 1825 en 1930.
In 1954 werd het geslacht opgenomen in het Nederland's Patriciaat.

## Bekende telgen
- Aert van der Goes (-1545), raadpensionaris
- Adriaen van der Goes (±1505-1560), raadpensionaris
- Adriaan van der Goes (1581-1663), burgemeester van Delft
- Andries van der Goes (1619-1669), burgemeester van Delft
- Adriaan Andriesz. van der Goes (1649-1721), burgemeester van Delft
- Joannes Antonides van der Goes (1647-1684), dichter en toneelschrijver.
- Philips van der Goes (1651-1707), vlootvoogd
- Adriaan van der Goes (1722-1797), burgemeester van Den Haag.
- Maarten van der Goes van Dirxland (1751-1826), patriotten.
- Franc van der Goes (1772-1855), burgemeester van Loosduinen.
- Hendrik Maurits van der Goes (1774-1830), lid Eerste kamer.
- Louis Napoleon van der Goes van Dirxland (1806-1885), politicus.
- Marinus van der Goes van Naters (1900-2005), sociaaldemocratisch politicus.